# Кабасакалян, Сатеник Сероповна
Сатеник Сероповна Кабасакалян (25.05.1917 — 15.11.2005) — звеньевая колхоза «Ашхаданк» Анапского района Краснодарского края. Герой Социалистического Труда (11.07.1950).

## Биография
Родилась 25 мая 1917 года в селе Гайкодзор (ныне — Гай-Кодзор) в составе города-курорта Анапа Краснодарского края, в многодетной семье крестьянина. Армянка.
Окончила 4 класса сельской школы и в 12-летнем возрасте начала трудовую деятельность в местном колхозе «Ашхаданк» (в переводе с армянского «труд, работа», ныне — агрофирма «Рассвет»).
В годы Великой Отечественной войны погибли пять её братьев и муж, она одна воспитывала двоих малолетних детей.
После окончания войны возглавила виноградарское звено, которое по итогам работы в 1949 году получило рекордный урожай винограда 118,7 центнера с гектара на площади 4,6 гектара.
Указом Президиума Верховного Совета СССР от 11 июля 1950 года за получение высокого урожая винограда при выполнении колхозами обязательных поставок и контрактации по всем видам сельскохозяйственной продукции, натуроплаты за работу МТС в 1949 году Кабасакалян Сатеник Сероповне присвоено звание Героя Социалистического Труда с вручением ордена Ленина и золотой медали «Серп и Молот».
Работала в колхозе до выхода на пенсию. Проживала в родном селении Гай-Кодзор. Скончалась 15 ноября 2005 года. Похоронена на нижнем кладбище села Гай-Кодзор.

## Награды
- Медаль «Серп и Молот» (11 июля 1950 года);
- Орден Ленина (11 июля 1950 года).
- Медаль «В ознаменование 100-летия со дня рождения Владимира Ильича Ленина» (6 апреля 1970)
- Медаль «Ветеран труда»
- и другими
- Отмечена грамотами и дипломами.

## Память

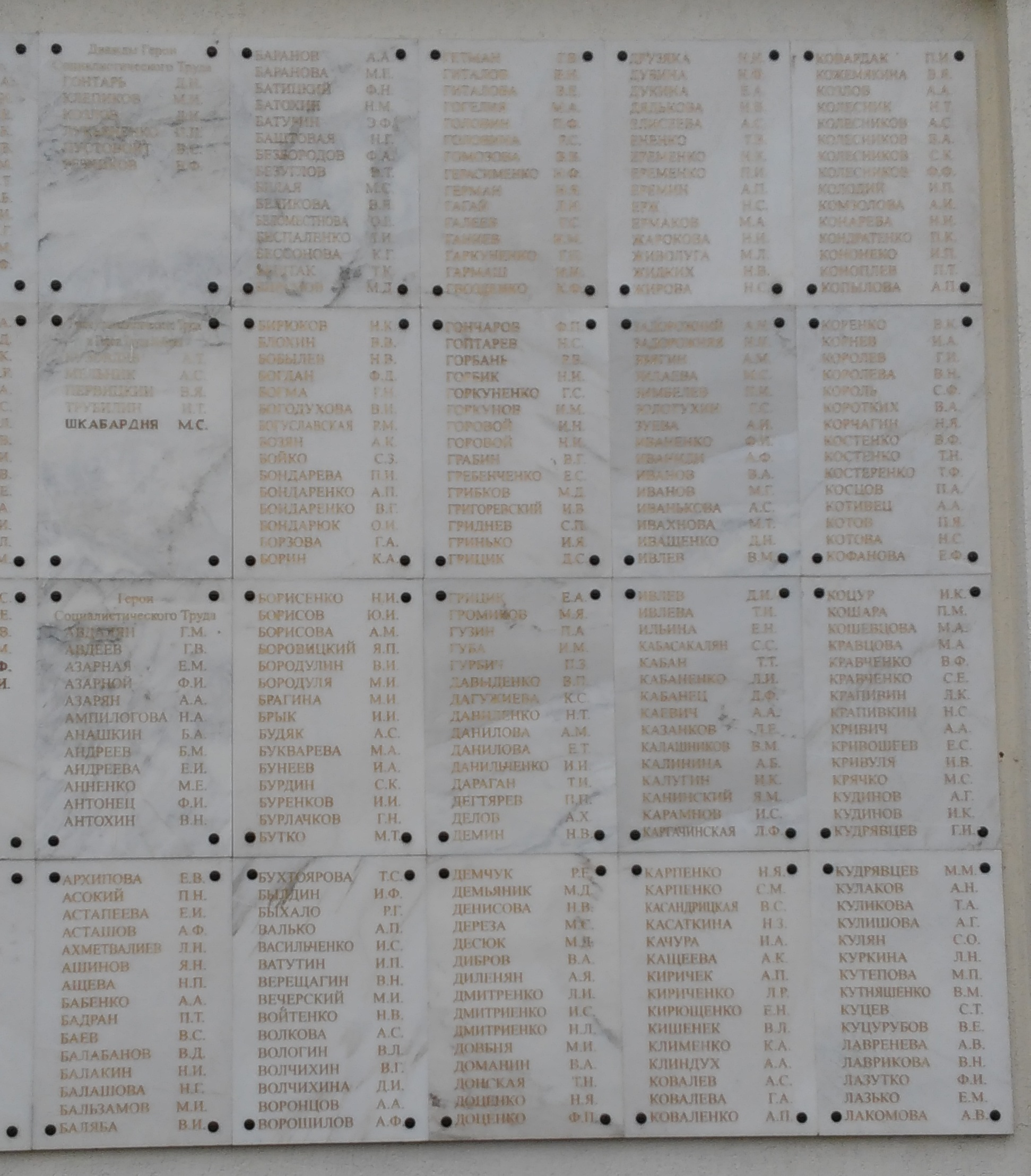
Мемориальная доска с именами Героев Социалистического Труда Кубани и Адыгеи. Краснодар 2017

- На могиле установлен надгробный памятник.
- Имя Героя золотыми буквами вписано на мемориальной доске в Краснодаре.